# جيش السلام (السودان)
جيش السلام (بالإنجليزية: Army of Peace)‏ كان تحالفًا كبيرًا لميليشيات قبيلة الفرتيت في غرب بحر الغزال خلال الحرب الأهلية السودانية الثانية. على الرغم من تسليح الحكومة السودانية في البداية من أجل محاربة الانفصاليين في جنوب السودان، أصبح جيش السلام سيئ السمعة بشكل خاص لذبح مدني الدينكا. ازدادت عمليات القتل الجماعي هذه بشكل مفرط لدرجة أن الجماعة دخلت في صراعات عنيفة مع القوات الأخرى الموالية للحكومة. تم حل الميليشيا في الغالب في عام 1988، على الرغم من أن فصيلًا ردفًا استمر في العمل وانضم إلى قوات الدفاع الشعبي في عام 1989، وبعد ذلك قوات الدفاع عن جنوب السودان (SSDF) في عام 1997.

## الاسم
وكان الاسم العربي لميليشيا جيش السلام (بالإنجليزية: Army of Peace)‏ التي يمكن ترجمتها «جيش السلام» أو «جيش السلام». والمعروف أيضا باسم «قوة حفظ السلام» (بالإنجليزية: Army of Peace)‏،  «القوات الصديقة ( الفرتيت» (القوة الصادقة)، «قوات السلام الوطنية»، «قوات الدفاع عن السلام»، أو ببساطة «ميليشيا الفرتيت».

## التاريخ

### مؤسسة
ازدادت التوترات بين الفرتيت والدينكا في غرب بحر الغزال بعد استقلال السودان عن المملكة المتحدة ومصر في عام 1956. اعتقد العديد من الفرتيت أنهم تعرضوا للتمييز من قبل الدينكا الذين سيطروا بشكل متزايد على إدارة جنوب السودان. ازدادت هذه الأعمال العدائية المستمرة سوءًا بعد أن شن الجيش الشعبي لتحرير السودان الذي يهيمن عليه الدينكا انتفاضة ضد الحكومة السودانية في عام 1983، مما أدى إلى الحرب الأهلية السودانية الثانية. انضم عدد قليل من الفرتيت إلى الجيش الشعبي لتحرير السودان، واعتبرها أداة «هيمنة الدينكا»، وبدورها اعتبر الجيش الشعبي فرتيت مجموعة عرقية «معادية» للتمرد. شن مقاتلو الجيش الشعبي لتحرير السودان عددا من الغارات المدمرة على قرى الفرتيت في عام 1985، معظمها للحصول على الإمدادات لمواصلة حملتهم الفدائية.
وبالتالي تجمهر عدد من قادة الفرتيت في محيط واو وراجا، ونظموا ميليشيا «جيش السلام» كقوة للدفاع عن النفس. كان من المفترض أن تدافع عن مجتمعات الفرتيت من الجيش الشعبي لتحرير السودان، ولكن كان من المفترض أيضًا أن تنتقم من قبائل الدينكا وجور القبلية التي تم إلقاء اللوم عليها في تزايد العنف. لم تدعم جميع قبائل الفرتيت الميليشيات الجديدة، وعارض بعض زعماء القبائل بشدة تشكيل جيش السلام وتسليح المدنيين بشكل عام. كانت الجماعات القبلية التي دعمت الميليشيا في الغالب ضحايا غارات الجيش الشعبي على قراهم. واحدة من أبرز قبائل الفرتيت التي لم تشارك في جيش السلام كانت شعب ثوري أو شط. العديد من زعماء القبائل الفرتيت لا يثقون في ثوري / شط لأنهم يتحدثون لغة مشابهة للغات الديور والدينكا، وحتى أنهم زعموا أن الثوري ساعدوا غارات الجيش الشعبي لتحرير السودان. ونتيجة لذلك، هاجمت الميليشيات المشكلة حديثًا قرى توري، وأجبرت السكان المحليين على الفرار إلى عوده حيث انضموا بالفعل إلى الجيش الشعبي لتحرير السودان. وهكذا في السنوات التالية قاتل مقاتلو الفرتيت على كلا الجانبين في الحرب الأهلية.
بعد غارات جديدة على أراضيهم، طلب قادة الفرتيت الذين دعموا جيش السلام من حاكم بحر الغزال المساعدة، لكنه رفض. وبالتالي اتصلوا بالقوات المسلحة السودانية للحصول على الدعم. قاموا بتعيين مسؤول محلي من أصل عرقي مختلط كزعيم ميليشيا، التوم النور (كما تمت ترجمته «التوم النور» أو «التوم النور»). بدأت الحكومة السودانية في دعم الميليشيا في عام 1986، بينما أصبح الكابتن رافائيل كيتانغ، وهو ضابط متقاعد من الجيش، أحد أهم قادتها. عمل جيش السلام في البداية بشكل مستقل وحصري في محيط واو، حيث دافع عن القرى المحلية من المتمردين من عام 1986 إلى أوائل عام 1987. ومع ذلك، في مرحلة مبكرة جدًا، أصبحت الميليشيا سيئة السمعة للعديد من انتهاكات حقوق الإنسان مثل الاغتيال من زعماء قبائل الفرتيت والدينكا الناقدين وكذلك السياسيين، وعلى الأخص القتل العشوائي للمدنيين في الدينكا وتعذيبهم، بما في ذلك قتل الأطفال والنساء الحوامل.

### حملة عام 1987 ونشاط لاحق
قام جيش السلام بتوسيع عملياته بشكل كبير بعد وصول تعزيزات القوات المسلحة السودانية في يوليو 1987. وشملت هذه التعزيزات كتيبة 242 سيئة السمعة (المعروفة أيضًا باسم «هون» أو «كتيبة جنكيز خان») ويقودها اللواء أبو قرون عبد الله أبو. جورون الملقب ب «هتلر» بسبب وحشيته. بعد تلقي أسلحة أفضل بما في ذلك الدبابات، بدأت الميليشيا في العمل كقوة مساعدة للقوات المسلحة السودانية مع بدء عمليات جديدة لمكافحة التمرد. في أغسطس من ذلك العام، قامت المجموعة والجيش السوداني بذبح المئات من الدينكا في وأو، مما تسبب في قيام شرطة واو وقوات الحياة البرية المحلية التي يسيطر عليها الدينكا بحمل السلاح من أجل الدفاع عن السكان المدنيين. كانت المعارك التالية داخل الحكومة شديدة الوحشية وقتل المئات. شكل أفراد الدينكا من الشرطة وقوات الحياة البرية فرق الموت للرد على الميليشيات، بينما هاجم جيش السلام في المقابل مقر الشرطة بالدبابات في أغسطس. وفي غضون ذلك، قام الجيش الشعبي لتحرير السودان في الغالب بطرد ميليشيات الفرتيت من المناطق الريفية حول وأو. فقط مع رحيل أبو غورون في نوفمبر، تهدأ الوضع في وأو. بدعم من مفوض المقاطعة المعين حديثًا لورانس لوال لوال، تمكن قادة مجتمع الفرتيت المحليون من التفاوض على اتفاقية سلام، والتي بموجبها حصل أفراد جيش السلام على عفو وتم قبولهم في المجتمع، في حين أن المناصب الإدارية في واو يتم توزيعها بالتساوي بين الدينكا والفرت. تم تسريح معظم الميليشيات بعد ذلك في يوليو 1988، على الرغم من أن فصيلًا ردفًا ظل نشطًا واستمر في القتال إلى جانب القوات المسلحة السودانية، وتم دمجه في قوات الدفاع الشعبي (PDF) في ديسمبر 1989.
جيش السلام واصل كجزء من PDF حتى عام 1997 عندما تحولت إلى جنوب السودان قوات الدفاع (قوات). قوات الدفاع عن جنوب السودان تم إنشاؤه من قبل الحكومة السودانية لتوحيد مختلفة من جنوب السودان الميليشيات الموالية للحكومة في حركة واحدة. بينما يخدم مع قوات الجيش السلام تزال رسميا بقيادة ذرة حزب «النور»، الذي كان قد ارتفع إلى اللواء في القوات المسلحة السودانية بحلول عام 2006. جيش السلام لا يزال يتمتع بدعم كبير بين Fertit القبائل خلال المرحلة الأخيرة من الحرب الأهلية، واستمر إلى أن تكون الأكثر نشاطا في جميع أنحاء وأو، على الرغم من أنه كان أيضا وجود في أجزاء أخرى من غرب بحر الغزال. بعد إعلان جوبا 8 كانون الثاني / يناير 2006, قوات الدفاع عن جنوب السودان بدأ في التفكك، ولكن ذرة حزب «النور» جنبا إلى جنب مع أتباعه موالية على الرغم من أنه قد بدأ تفويض قيادة الجيش من السلام إلى العميد الموقف Kamilo الذي كان يحظى باحترام واسع في وأو. جيش السلام بالكامل إلى القوات المسلحة السودانية و الجيش الشعبي لتحرير السودان في الفترة ما بين 2005 و 2010.